# تيل كوكو
تيل كوكو رويز (بالإنجليزية: Teale Coco)‏ (من مواليد 6 مارس 1992) عارضة ومصممة أزياء ومصورة وصاحبة علامة أزياء أسترالية، ظهرت كوكو على غلاف مجلة أزياء لوفيسيال النسخة الإيطالية، سبتمبر 2016 ، العدد 17 مع نشر تحريري من تسع صفحات ومقابلة على خط أزياءها، مع صور التقطها براندون ميرسر وقام بتصميمها نيكولا فورميشيتي 

## حياتها المبكرة
ولد كوكو في ملبورن، أستراليا. بدأ اهتمامها بالتصوير في سن مبكرة، حيث كانت تصوّر نفسها ومحيطها. درست في المعهد الملكي للتكنولوجيا في ملبورن في ملبورن، أستراليا، حيث تخرجت في عام 2012 مع بكالوريوس الآداب في التصوير الفوتوغرافي مع تخصص فرعي في الموضة. قالت كوكو في مقابلة مع  iD  إنها أثناء دراستها للحصول على شهادة في التصوير الفوتوغرافي، تم اكتشافها من قبل وكالة عارضات أزياء محلية وضعتها مع وكالاتها الدولية الأولى في نيوزيلندا، كوريا واليابان بعد تخرجها، وقعت شركة كوكو عقدًا دوليًا في اليابان، حيث عملت في عقود مع وكالات في طوكيو وأوساكا.

## الروابط الخارجية
- موقع علامة تيل كوكو التجارية الرسمي
- تيل كوكو على إنستغرام
- تيل كوكو في موديلز.كوم